# 어빈 얄롬

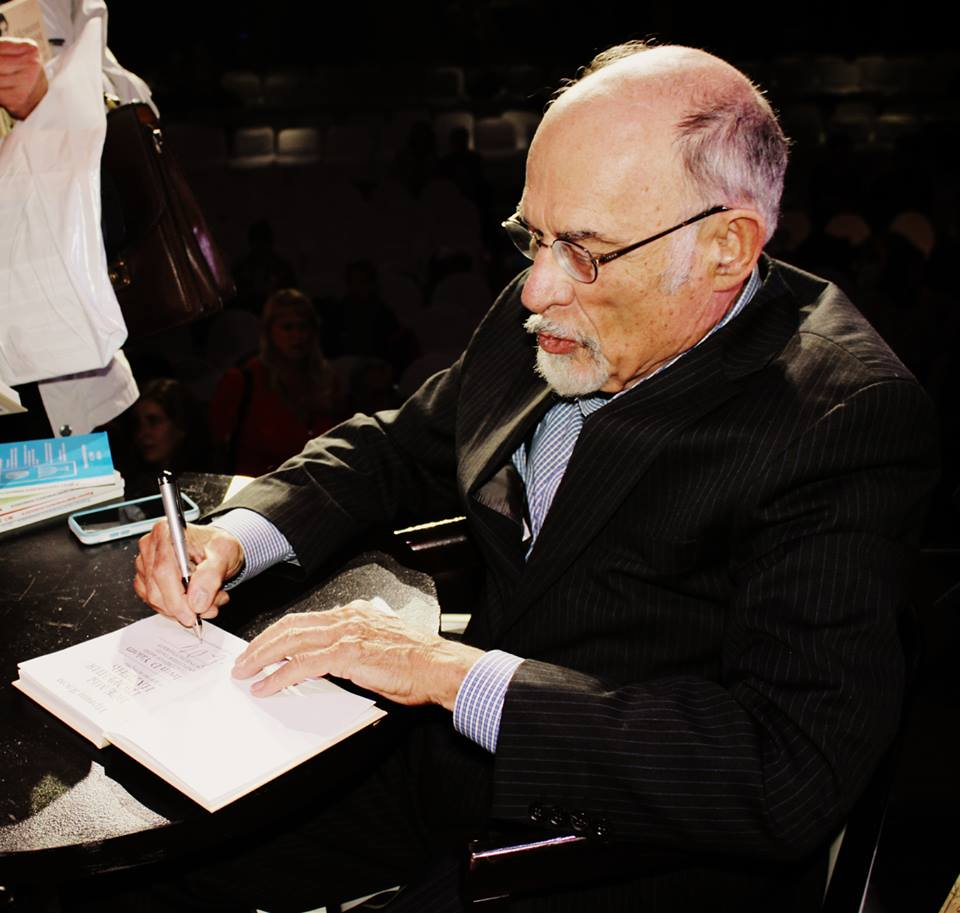

어빈 얄롬(Irvin David Yalom /ˈɜːrvɪn ˈjæləm/ , 1931년 6월 13일 ~ )은 미국의 실존주의적 접근의 입장을 보여주는 정신과 의사 및 심리상담사로 스탠포드 대학의 명예 교수이자 소설과 논픽션의 저자이기도 하다.

## 저서
실존 심리치료(Existential Psychotherapy) 1980

## 실존은 본질에 선행한다
'실존은 본질에 앞선다' (l'existence précède l'essence)는 '삶의 의미'(meaning of life)에 있어서 어빈 얄롬(Irvin D. Yalom)의 실존주의적 입장을 보여주는 근간을 이루는 주요한 개념의 하나로 다루어져왔다.

## 같이 보기
- 키에르케고르
- 니체
- 롤로 메이